# César-díj a legjobb vizuális effektusoknak
A legjobb vizuális effektusok César-díját (franciául César des meilleurs effets visuels) a francia Filmművészeti és Filmtechnikai Akadémia 2021-ben hozta létre a film elkészítése során megvalósított vizuális effektusokért (VFX) fő művészi felelősséggel bíró személyek, trükkmesterek munkájának elismerésére. Átadása a „Césarok éjszakája” elnevezésű gálaünnepségen történik minden év február végén, március elején.
A megmérettetésben mindazon filmek trükkmestere, vagy VFX-gárdája részt vehet, amelyek jelölhetők a legjobb film kategóriában, továbbá azon francia koprodukcióban, francia nyelven készült alkotások, amelyek jelölhetők a legjobb külföldi film kategóriában, kivéve az animációs filmeket. Azok az alkotások, amelyekben a a VFX-et csak egyszerű képjavításra, vagy retusáláshoz használták, nem versenyezhetnek.
A kategóriában öt film jelölhető.
Az értékelés és a szavazás során figyelembe kell venni a vizuális effektusok összhatását, hozzájárulásukat a film egészéhez, valamint azok művészi szempontjait, kidolgozottságát és valósághűségét.

## Díjazottak és jelöltek
A díjazottak vastagítással vannak kiemelve. Az évszám a díjosztó gála évét jelzi, amelyen az előző évben forgalmazásra került film alkotója elismerésben részesült.

### 2020-as évek
| Év   | Díjazottak és jelöltek |
| ---- | --- |
| 2022 | - Guillaume Pondard – Annette - Olivier Cauwet – Eiffel - Arnaud Fouquet, Julien Meesters – Elveszett illúziók (Illusions perdues) - Sébastien Rame – Aline – A szerelem hangja (Aline) - Martial Vallanchon – Titán (Titane) |
| 2023 | - Laurens Ehrmann – Notre-Dame brûle - Guillaume Marien – Les cinq diables - Sébastien Rame – Fumer fait tousser - Mikaël Tanguy – Novembre - Marco del Bianco – Pacifiction : Tourment sur les Îles |
| 2024 | - Cyrille Bonjean, Bruno Sommier és Jean-Louis Autret – Állati királyság (Le Règne animal) - Thomas Duval – Acide - Lise Fischer és Cédric Fayolle – La Montagne - Olivier Cauwet – A három testőr: D’Artagnan (Les Trois Mousquetaires : D'Artagnan) és A három testőr: Milady (Les Trois Mousquetaires : Milady) - Léo Ewald – Vermines |
| 2025 | - Cédric Fayolle – Emilia Pérez - Olivier Cauwet – Monte Cristo grófja (Le compte de Monte Cristo) - Stéphane Dittoo – Monsieur Aznavour - Cédric Fayolle, Hugues Namur, Émilien Lazaron – Vadállat (La Bête) |